# Три хвилини польоту
«Три хвилини польоту» («Trīs minūšu lidojums») — радянський двосерійний художній фільм 1979 року, знятий режисером Дзідрою Рітенбергою на Ризькій кіностудії.

## Сюжет
Про долю латиської селянки Юстини, яка пройшла шлях від наймита до голови колгоспу.

## У ролях
- Астріда Кайріша — Юстина
- Зане Лієлдіджа — Юстина в юності
- Альгіс Матульоніс — Ігнас
- Яніс Лусенс — Франц
- Діна Купле — Магда, прийомна мати Юстини
- Томас Вайсета — Якоб
- Алфредс Віденієкс — вчитель
- Ілзе Ваздіка — Аусма
- Яніс Паукштелло — Ольгерт дорослий
- І. Секач — Ольгерт у дитинстві
- Пятрас Венсловас — Яніс
- Ліга Лієпіня — Рената
- Едуардс Павулс — Олександр Степанович
- Айварс Сіліньш — Калнинь
- Євген Іваничев — працівник міністерства
- Михайло Макаров — Стасіс
- Яніс Мелдеріс — епізод
- А. Вагулане — епізод
- Аусма Дуле — епізод
- Роберт Зебергс — епізод
- Інара Ієвиня — епізод
- В. Клявиня — епізод
- Улдіс Кіасс-Кошкін — епізод
- Юра Крастінь — епізод
- Бертуліс Пізіч — епізод
- Карліс Стулпінь — епізод
- А. Кукойс — епізод
- Дзідра Рітенберга — епізод
- Індра Бурковска — епізод
- Алфредс Саусне — епізод
- І. Церпа — епізод
- Яніс Самаускіс — епізод
- Карліс Зушманіс — епізод
- Ілга Званова — епізод
- Гражина Байкштіте — епізод
- Інесе Рамуте — Інара

## Знімальна група
- Режисер — Дзідра Рітенберга
- Сценаристи — Юлій Ніколін, Ернст Яковлєв
- Оператори — Маріс Медніс, Генріх Піліпсон
- Композитор — Валтерс Камінскіс
- Художник — Гунар Балодіс